# جان ميشال مارتن
جان ميشال مارتن هو مهندس بلجيكي، ولد في 19 يونيو 1953.

## روابط خارجية
- جان ميشال مارتن على موقع DriverDB.com (الإنجليزية)
- جان ميشال مارتن على موقع eWRC-results.com (الإنجليزية)